# КК Олимпија Љубљана
КК Олимпија је био словеначки кошаркашки клуб из Љубљане.

## Историја
Клуб је основан 1946. године у оквиру фискултурног друштва „Слобода“. Крајем исте године преименован је у Јединство (Енотност), име које је носио до 1954. године. Као АШК Олимпија игра до данас додајући уз име Олимпија и име спонзора.
Имена клуба у ранијем периоду:
Слобода 1946.
Енотност (Јединство) 1946 — 1954.
АШК Олимпија 1955 — 1976.
Брест Олимпија 1977 — 1978.
Искра Олимпија 1979 — 1982.
Смелт Олимпија 1984, 1986 — 1996.
Унион Олимпија 1997 — 2017.
Петрол Олимпија 2017 — 2019.
Прву утакмицу одиграла је 1946. против екипе Ударника коју је победила 37:14
Прву титулу државног првака Југославије Олимпија је освојила 1957.
Титулу првака је освојила са следећим играчима: Јанез Бајц, Примож Бришник, Иво Данеу, Бого Дебевц, Матија Дермастја, Игор Јелникар, Маријан Кандус, Петер Краљ, Борис Кристанчич, Јоже Лампич, Миха Локар, Руди Пертот, Јоже Подбој, Сашо Пољшак, Јанез Шкрјанц, под воћством Стана Фугине.
Олимпија је још пет пута била првак Југославије (1959, 1961, 1962, 1966 и 1970).
Најпознатија имена седамдесетих и осамдесетих година у Олимпији су били Иво Данеу, Винко Јеловац Јуре Здовц, Петер Вилфан, Аљоша Жорга, Борут Басин... Олимпија је у првенствима Југославије играла 42 сезоне. У тим првенствима је имала следећи учинак: 479 победа, 353 пораза и 10 нерешених игара, постигавши 70.446 према 66.503 примљена коша.
После осамостаљења Словеније 1991. Олимпија је освојила 17 титула државног првака, 20 трофеја освајача купа, 8 трофеја освајача суперкупа, била је освајач ФИБА Европског купа 1994, као и првак Јадранске лиге 2002.
У јулу 2019. године Олимпија се спојила са загребачком Цедевитом, и тако оформила нови клуб под називом Цедевита Олимпија.

## Дворана
Своје прве утакмице по оснивању играли су у сали гимназије на Табору до 1951. када су прешли на отворени терен са шљаком под Цекинградом, који је 1954. асфалтиран.
Изградњом Спортске хале Тиволи 1965. Олимпија своје утакмице у државном првенству и Јадранској лиги је играла у Малој дворани која има 4.000 места, а утакмице Евролиге је играла у суседној Великој (леденој) дворани са капацитетом од 5.500 места. Од 2010. клуб је своје утакмице играо у Арени Стожице, капацитета 12.480 места.

## Познати играчи
Наведени играчи су на званичном сајту Олимпије представљени као најзначајнији у историји клуба
- Иво Данеу  – освојио је шест титула првака Југославије са Олимпијом, и забележио преко 200 наступа за национални тим Југославије. Године 2007, постао је први словеначки кошаркаш који је уврштен у ФИБА кућу славних.[2]
- Борут Басин  – био је најкориснији играч фајнал фора ФИБА Купа европских шампиона 1967. године, након што је постигао 30 поена против Реал Мадрида. Такође је са репрезентацијом Југославије освојио сребрну медаљу на Светском првенству у кошарци 1967.[3]
- Марко Милич  – бивши капитен Олимпије и кошаркашке репрезентације Словеније, и први словеначки кошаркаш који је заиграо у НБА лиги.[4]
- Винко Јеловац  – забележио 240 утакмица за репрезентацију Југославије, са којом је освојио сребрну медаљу на Олимпијским играма 1976.[5]
- Петер Вилфан  – највећи део играчке каријере провео у Олимпији, а био је и први капитен кошаркашке репрезентације Словеније након стицања независности 1991. године.[6]
- Јуре Здовц  – током играчке каријере је био један од најбољих плејмејкера у европској кошарци, а за Олимпију је играо у три наврата. Са репрезентацијом Југославије је освојио златне медаље на Европским првенствима 1989. и 1991, као и на Светском првенству 1990.[7]

Укупно 16 играча Олимпије је играло током своје каријере и у НБА лиги:
| - Горан Драгић - Рашо Нестеровић - Бено Удрих - Шарунас Јасикевичијус - Дамјан Рудеж - Марко Милич - Примож Брезец - Владимир Степанија | - Боштјан Нахбар - Јиржи Велш - Сумаила Самаке - Радисав Ћурчић - Дени Грин - Арон Бејнс - Давис Бертанс - Дамир Маркота |

## Успеси

### Национални
- Прва лига Југославије (6)
  - 1957, 1959, 1961, 1962, 1966, 1970.

- Прва лига Словеније (17)
  - 1992, 1993, 1994, 1995, 1996, 1997, 1998, 1999, 2001, 2002, 2004, 2005, 2006, 2008, 2009, 2017, 2018.

- Куп Словеније (20)
  - 1992, 1993, 1994, 1995, 1997, 1998, 1999, 2000, 2001, 2002, 2003, 2005, 2006, 2008, 2009, 2010, 2011, 2012, 2013, 2017.

- Суперкуп Словеније (8)
  - 2003, 2004, 2005, 2007, 2008, 2009, 2013, 2017.

- Куп Југославије
  - Финале (5): 1960, 1969, 1971, 1982, 1987

### Међународни
- Јадранска лига (1)
  - 2002.

- Европски куп (1)
  - 1994.

- Евролига
  - Треће место (1): 1997.

## Учинак у претходним сезонама
| Сез.     | Првенство Словеније | Куп Словеније | Регионално такмичење                   | Европско такмичење               |
| -------- | ------------------- | ------------- | -------------------------------------- | -------------------------------- |
| 2007/08. | Првак               | Победник      | Јадранска лига — Полуфинале            | Евролига — Топ 24                |
| 2008/09. | Првак               | Победник      | Јадранска лига — 9. место              | Евролига — Топ 24                |
| 2009/10. | Вицепрвак           | Победник      | Јадранска лига — Полуфинале            | Евролига — Топ 24                |
| 2010/11. | Вицепрвак           | Победник      | Јадранска лига — Финалиста             | Евролига — Топ 16                |
| 2011/12. | Вицепрвак           | Победник      | Јадранска лига — 6. место              | Евролига — Топ 24                |
| 2012/13. | Вицепрвак           | Победник      | Јадранска лига — 8. место              | Евролига — Топ 24                |
| 2013/14. | Вицепрвак           | Финалиста     | Јадранска лига — 10. место             | Еврокуп — Топ 32                 |
| 2014/15. | Четвртфинале ПО     | Полуфинале    | Јадранска лига — 5. место              | Еврокуп — Топ 32                 |
| 2015/16. | Полуфинале ПО       | Четвртфинале  | Јадранска лига — 7. место              | Еврокуп — Топ 32                 |
| 2016/17. | Првак               | Победник      | Јадранска лига — 11. место             | Еврокуп — Топ 20                 |
| 2017/18. | Првак               | Полуфинале    | Јадранска лига — 7. место              | ФИБА Лига шампиона — Групна фаза |
| 2018/19. | Вицепрвак           | Полуфинале    | Јадранска лига — 12. место             | ФИБА Лига шампиона — Групна фаза |
| 2018/19. | Вицепрвак           | Полуфинале    | Суперкуп Јадранске лиге — Четвртфинале | ФИБА Лига шампиона — Групна фаза |

## Тренери клуба
Списак није потпун
- Борис Кристанчич (195?–1967)
- Лазар Лечић (1973–1975)
- Крешимир Ћосић (1976–1978)
- Лазар Лечић (1978–1982)
- Змаго Сагадин (1985–1995)
- Петер Вилфан (1995)
- Јанез Дрварич (1995–1996)
- Жарко Ђуришић (1996)
- Змаго Сагадин (1996–2002)
- Томо Махорич (2002–2003)
- Сашо Филиповски (2003–2005)
- Јосип Грдовић (2005)
- Денис Бајрамовић (2005)
- Змаго Сагадин (2005–2006)
- Томо Махорич (2006)
- Гашпер Окорн (2006–2007)
- Меми Бечировић (2007–2008)
- Александар Џикић (2008)
- Јуре Здовц (2008–2011)
- Миро Алиловић (2011)
- Сашо Филиповски (2011–2013)
- Миро Алиловић (2013)
- Алеш Пипан (2013–2015)
- Меми Бечировић (2015)
- Гашпер Поточник (2015–2016)
- Гашпер Окорн (2016–2018)
- Зоран Мартич (2018)
- Александар Никитовић (2018–2019)
- Јуре Здовц (2019)